# Daouiteri
El daouiteri (Daouitherium rebouli, 'bèstia de Daoui de Reboul') és un gènere extint de proboscidis primerencs que visqueren a principis de l'Eocè (Ipresià) a Àfrica, fa aproximadament 55 milions d'anys.
Les restes d'aquest animal (fragments de mandíbules i dents) han estat descobertes a la conca Ouled Abdoun del Marroc. Amb la mida d'un tapir i un pes de 300 kg, es tracta del mamífer gran africà més antic conegut i un dels proboscidis més primitius coneguts.